# LIGO
Laser Interferometer Gravitational-Wave Observatory (LIGO) er et fysikeksperiment i storskala beregnet på at detektere gravitationsbølger.
LIGO blev grundlagt i 1992 af Kip Thorne og Ronald Drever ved Caltech og Rainer Weiss ved MIT.
LIGO er et samarbejde mellem videnskabsfolk ved MIT, Caltech, og mange andre universiteter. Der er involveret mere end 900 videnskabsfolk i projektet og analyse af dataene via gravitationsbølge astronomi.
LIGO bliver finansieret af National Science Foundation (NSF), med vigtige bidrag fra UK Science and Technology Facilities Council, Max Planck Society i Tyskland - og Australian Research Council.
Ved midt-september 2015 "the world's largest gravitational-wave facility" blev en 5-års US$200-million opgradering afsluttet, med en samlet udgift på $620 million.
LIGO er det største og mest ambitiøse projekt som nogensinde er blevet finansieret af NSF.
LIGO opererer synkroniseret to gravitationsbølgeobservatorier: LIGO Livingston Observatory (30°33′46.42″N 90°46′27.27″V / 30.5628944°N 90.7742417°V) i Livingston, Louisiana - og LIGO Hanford Observatory på DOE Hanford Site (46°27′18.52″N 119°24′27.56″V / 46.4551444°N 119.4076556°V), lokaliseret nær Richland, Washington. Disse steder ligger adskilt 3.002 km fra hinanden. LIGO drift startede mellem 2002 og 2010 og detekterede ingen gravitationsbølger. Dette blev fulgt af flere års nedlukning, mens detektorerne blev udskiftet med den forbedrede detektorversion "Advanced LIGO".  I februar 2015, blev de to advanced detektorer bragt i ingeniør tilstand. Det var under denne periode, at gravitationsbølger for første gang blev detekteret (GW150914), men den formelle drift startede først 18. september 2015.